# Xe thể thao

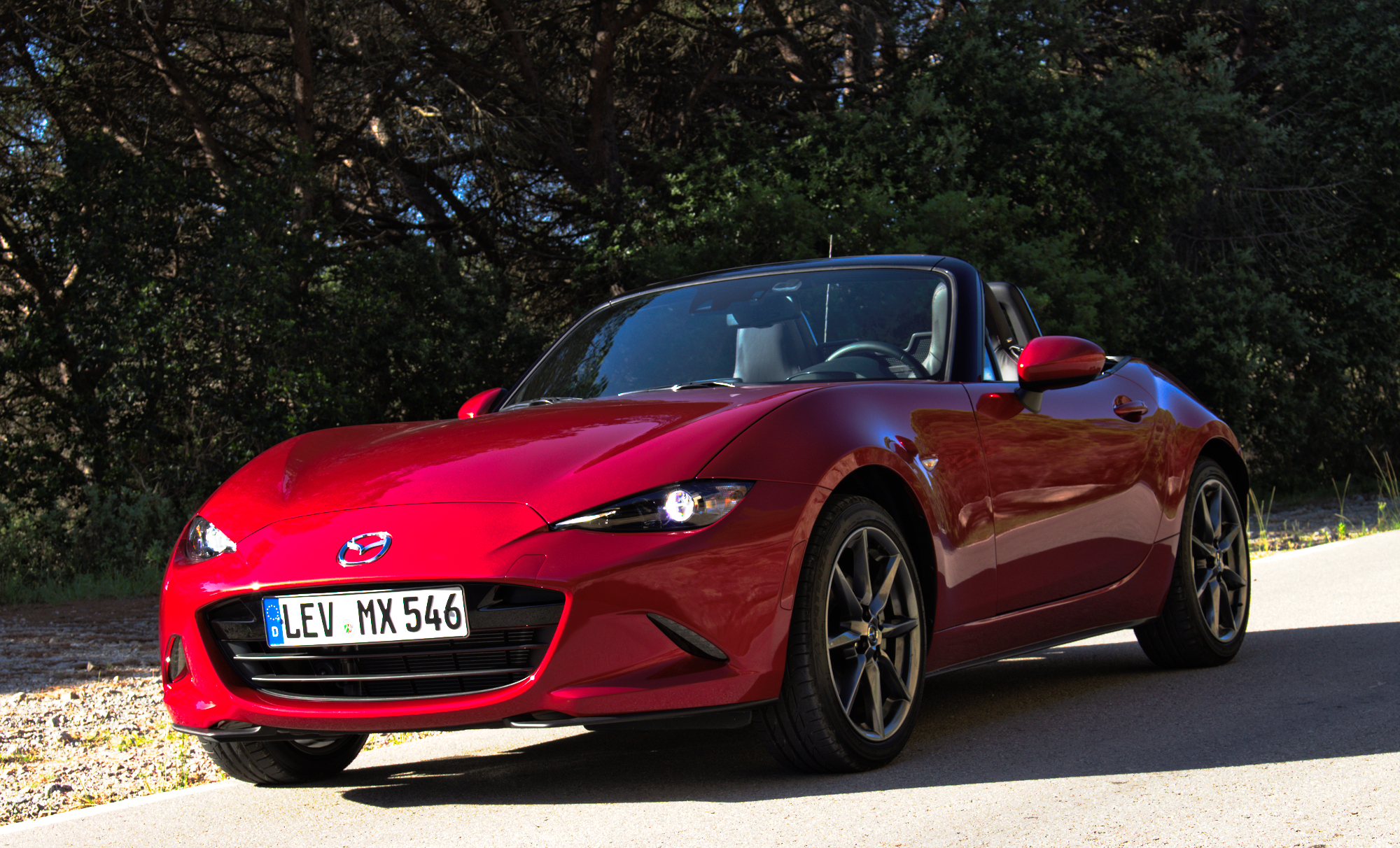
Mazda MX-5, chiếc xe thể thao bán chạy nhất thế giới

Xe thể thao là một chiếc ô tô được thiết kế để nhấn mạnh việc xử lý, hiệu suất hoặc sự phấn khích khi lái xe. Xe thể thao có nguồn gốc từ châu Âu vào đầu những năm 1900 và hiện đang được nhiều nhà sản xuất ô tô trên thế giới sản xuất.

## Định nghĩa
Các định nghĩa về xe thể thao thường liên quan đến cách thiết kế xe được tối ưu hóa cho hiệu suất động (xử lý xe), mà không có bất kỳ yêu cầu tối thiểu cụ thể nào; cả hai dòng Triumph Spitfire và Ferrari 488 Pista đều có thể được coi là những chiếc xe thể thao, mặc dù mức độ hiệu suất rất khác nhau. Các định nghĩa rộng hơn về xe thể thao bao gồm xe ô tô "trong đó hiệu suất được ưu tiên hơn khả năng chuyên chở", hoặc nhấn mạnh đến "sự phấn khích khi lái xe"  hoặc được "bán trên thị trường" bằng cách sử dụng sự phấn khích của tốc độ và sự quyến rũ của đường đua/cuộc đua"  Tuy nhiên, những người khác có định nghĩa cụ thể hơn, chẳng hạn như" phải là xe hai chỗ hoặc xe 2+2 chỗ ngồi"  hoặc xe chỉ có hai chỗ ngồi.

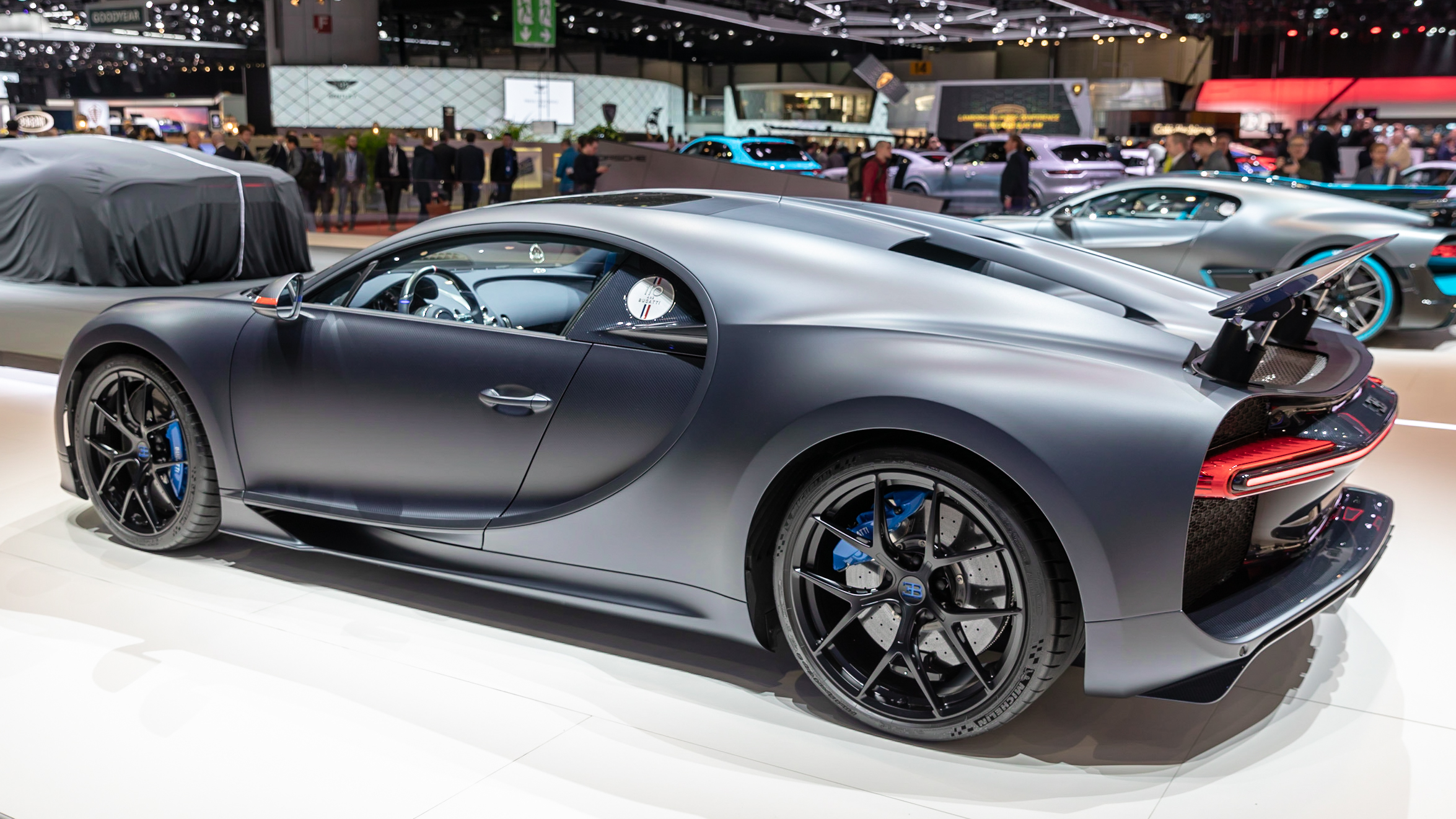
Siêu xe Bugatti Chiron 110 Ans, tại Triển lãm mô tô Geneva 2019

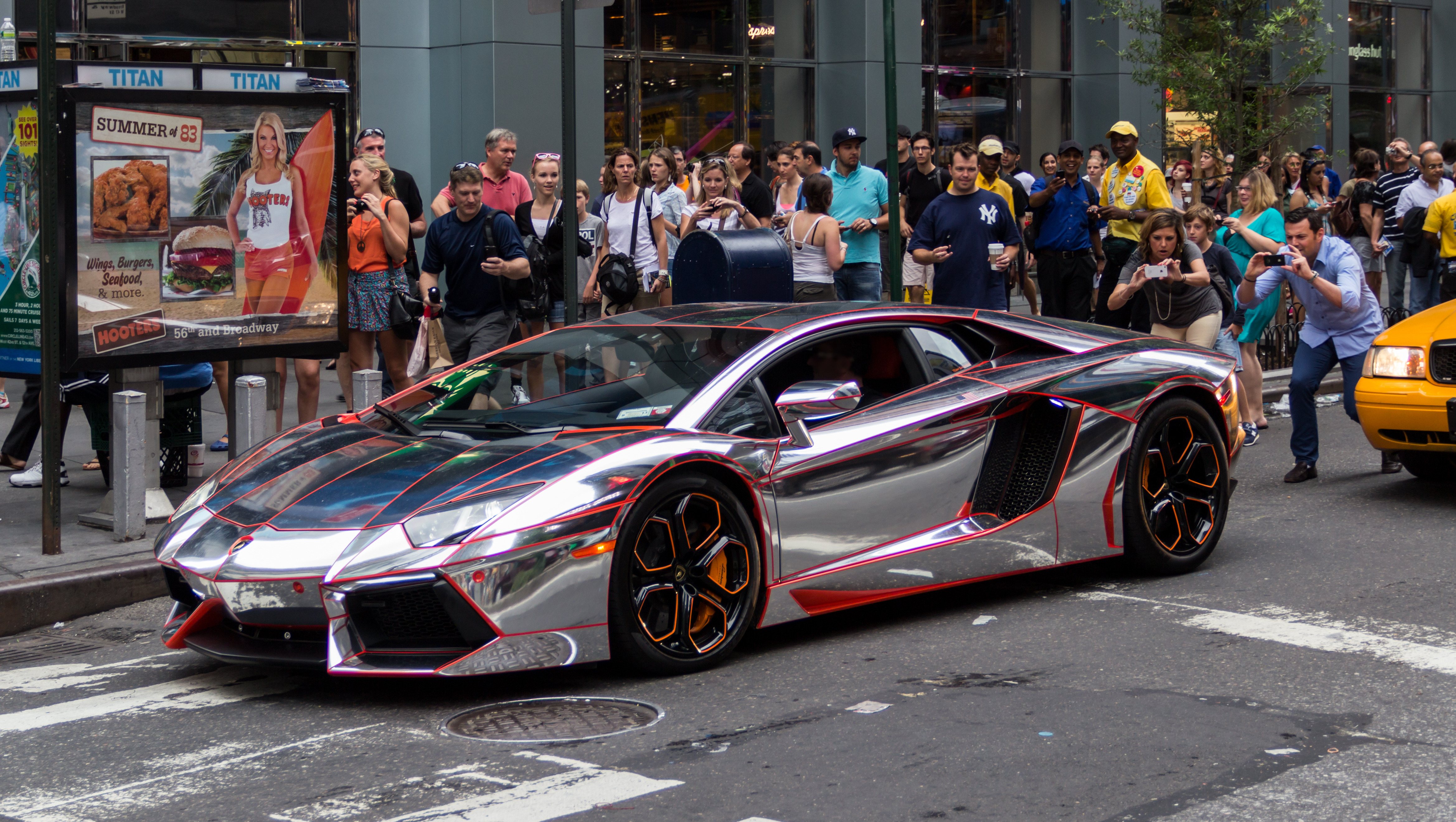
Siêu xe Lamborghini Aventador trên đường phố New York

Tại Vương quốc Anh, việc sử dụng từ "xe thể thao" (sports car) được ghi nhận sớm là trên báo The Times năm 1919. Việc sử dụng thuật ngữ đầu tiên được biết đến ở Hoa Kỳ là vào năm 1928. Xe thể thao bắt đầu trở nên phổ biến trong những năm 1920. Thuật ngữ này ban đầu được sử dụng cho hai chỗ ngồi roadsters (xe ô tô mà không có một mái xe cố định), tuy nhiên từ những năm 1970 thuật ngữ này cũng đã được sử dụng cho xe ô tô với một mái che cố định (mà trước đây được coi là những chiếc grand tourer).
Việc đưa ra định nghĩa về 'chiếc xe thể thao' cho bất kỳ mẫu xe cụ thể nào có thể gây tranh cãi hoặc là chủ đề tranh luận giữa những người đam mê. Các tác giả và chuyên gia thường đóng góp ý tưởng của riêng họ để nắm bắt một định nghĩa. Các công ty bảo hiểm cũng đã cố gắng sử dụng các công thức toán học để phân loại xe thể thao.
Không có sự phân biệt cố định giữa xe thể thao và các loại xe hiệu suất khác, chẳng hạn như xe cơ bắp và xe du lịch lớn, với một số xe là thành viên của một số loại xe khác nhau.